# 2,2'-联吡啶三羰基铼二聚体
2,2'-联吡啶三羰基铼二聚体是一种配位化合物，化学式为C26H16N4O6Re2。它可由2,2'-联吡啶三羰基氯化铼在四氢呋喃中和KC8反应得到。

## 结构
2,2'-联吡啶三羰基铼二聚体含两个八面体Re中心，每个Re由三个羰基和一个螯合的2,2'-联吡啶的配位，并以Re-Re键（3.0791(13) Å）相连。